# Oana Pellea

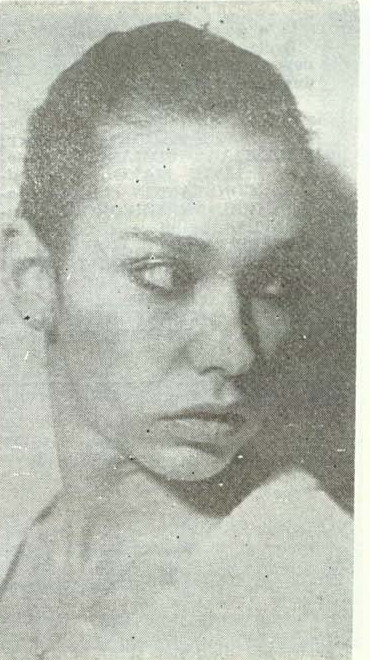
Oana Pellea (1985)

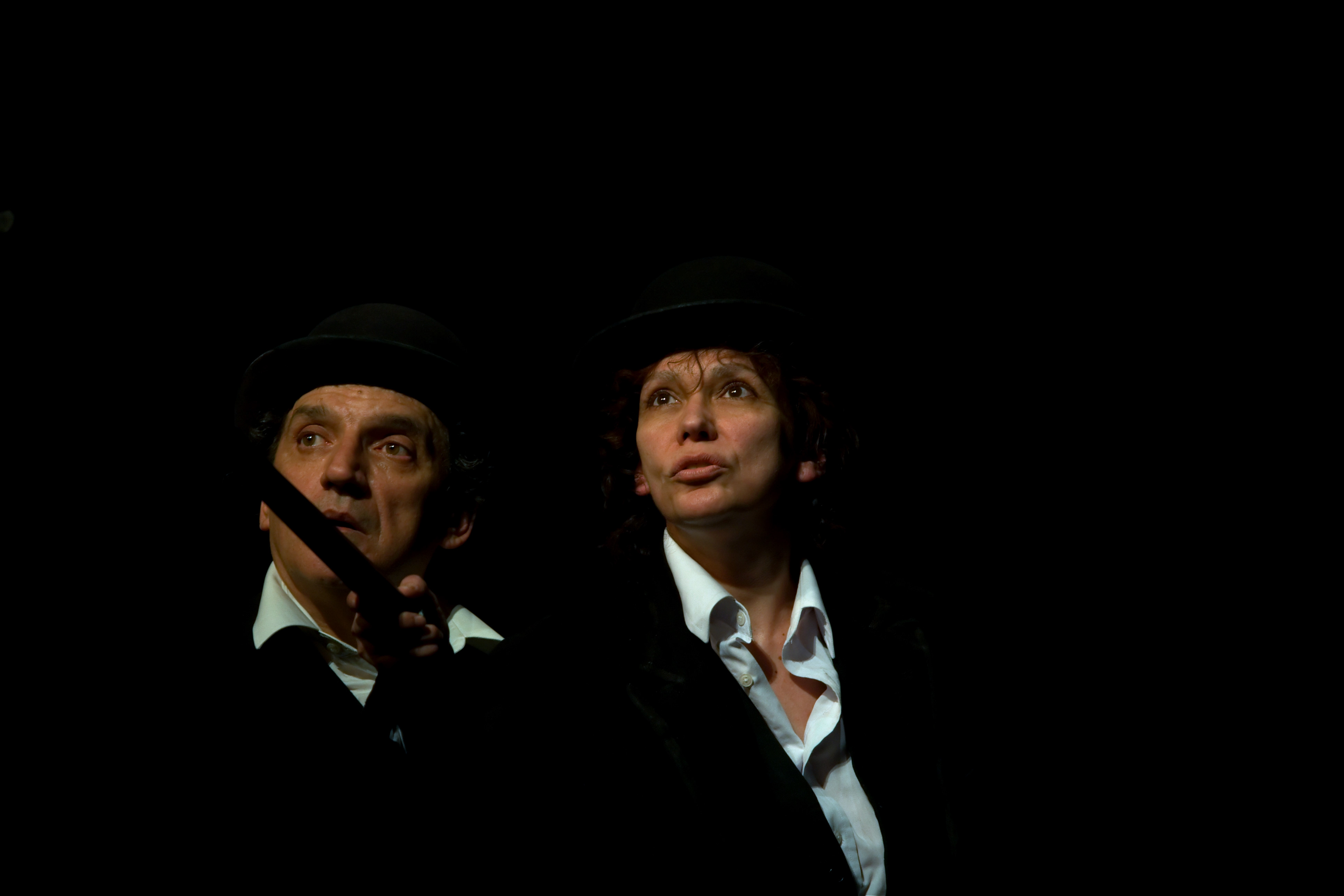
Mihai Gruia Sandu și Oana Pellea în piesa Buzunarul cu pâine

Oana Pellea (n. 29 ianuarie 1962, București, România) este o actriță română de teatru și film.

## Biografie
Oana Pellea s-a născut la 29 ianuarie 1962 în București. Este fiica Domnicăi Mihaela, născută Policrat, și a actorului român Amza Pellea.
Actrița a studiat la Institutul de Artă Teatrală și Cinematografică, actualul UNATC și a terminat studiile în promoția 1984, la clasa profesoarei Sanda Manu. Colegii săi de promoție au fost Carmen Trocan, Mioara Ifrim, Luminița Stoianovici, Răzvan Popa, Cristian Rotaru, Adrian Păduraru și Claudiu Istodor. Din clasa condusă de Olga Tudorache, colegii de generație au fost Carmen Tănase, Bogdan Gheorghiu, Carmen Ciorcilă, Marina Procopie, Radu Duda, Mihai Verbițchi, Patricia Grigoriu și Dan Bădărău.

## Activitate artistică
În perioada 1984–1987 a fost actriță la Teatrul din Piatra Neamț. A jucat la Teatrul Bulandra  din 1987 până în 1999 și a participat la numeroase turnee din America de Nord, America de Sud, Japonia și Europa. Din 1999, Oana Pellea este liber profesionistă. Performanțele sale notabile au inclus, printre altele, rolurile Mașei din Trei surori a lui Cehov, al lui Lucius din "Iulius Cezar" de W. Shakespeare — pentru care i-a fost acordat Premiul Criticii Internaționale pentru „Cea mai bună actriță”. Alte roluri importante în teatru: Julieta din Mefisto a lui Klaus Mann, Catarina din producția lui Mihai Măniuțiu, Îmblânzirea Scorpiei după Shakespeare și Drussila din Caligula a lui Albert Camus, Timpul din Poveste de iarnă a lui Shakespeare, în regia lui Aleaxandru Darie. 
Cariera Oanei Pellea cuprinde peste 50 de roluri importante în teatru și 20 în film.
În 2006 a jucat alături de Clive Owen în filmul "Children of men", în regia lui Alfonso Cuaron (OSCAR 2013) , produs al studiourilor Universal Picture. Acest film a fost realizat în întregime la Londra și a fost nominalizat pentru premiile Oscar la 3 categorii. 
În 2007 a fost distribuită în producția britanică "I really hate my job", regia Oliver Parker.
În 2007 a fost distribuită în producția americană "Fire and Ice", regia Jean-Christophe Comar ("Pitof").
Este prezentă, într-un rol important, în distribuția filmului "Biblioteque Pascal", în regia lui Szabolcs Hajdu.
Oana Pellea joacă în româna, franceza, engleza și italiana, participând la numeroase producții internaționale, inclusiv producția româno-franceză "Ioana d'Arc-Extrase dintr-un dosar" și producția teatrală francezo-canadiană, în regia lui Marc Doré Mă tot duc, aici alături de Mihai Gruia Sandu.
Oana Pellea a avut onoarea de a reprezenta România la mai multe festivaluri internaționale de teatru inclusiv la festivalul anual al Uniunii Teatrelor Europene, Festivalul Klang Bogen de la Viena, Festivalul Internațional Francofon din Franța și Festivalul Americilor din Canada.
Face parte din Jurii internaționale de film.
Începând cu stagiunea 2004-2005, joacă la teatrul Bulandra  în spectacolul "Scaunele", la Teatrul Foarte Mic în spectacolul "Mă tot duc" și la teatrul Metropolis în "Buzunarul cu pâine".
La 13 mai 2009, Oana Pellea a primit Marele Premiu al Festivalul Comediei Românești "FestCO", ediția a VII-ea pentru "Cel Mai Bun Spectacol" cu piesa "Buzunarul cu Pâine" de Matei Vișniec, traducerea Virgil Tănase.   
Titlul piesei în franceză este "Du pain plein les poches".
În iunie 2009 a apărut prima carte semnată Oana Pellea la editura Humanitas: "Jurnal 2003-2009". 
"Jurnal 2003-2009" devine cartea cea mai bine vândută a Editurii Humanitas cu peste 15.000 de exemplare cumpărate în mai puțin de trei luni (august 2009), iar în octombrie (același an) "Jurnalul" ajunge la un tiraj record de 32.000 de exemplare
În martie 2010 Oana Pellea revine pe scena Teatrului Bulandra cu rolul Tanti Roz din Oscar și Tanti Roz de Eric-Emmanuel Schmidt.
În noiembrie 2011 joacă în Vocea Umană de Jean Cocteau în regia Sandei Manu, la Teatrul Metropolis, rol pentru care este nominalizată la premiul UNITER pentru cea mai buna actriță.
2014 premiera spectacolului N(AUM) în regia Mariana Cămărășan. Spectacol invitat la festivaluri din țară și din străinătate. Se joacă la Teatrul Mignon din București.
2015 premiul Omul Anului la secția Actor, premiu oferit de Ziarul Cotidianul.

## Filmografie
- 1972: Puterea și adevărul
- 1982: Concurs
- 1983: Faleze de nisip
- 1984: Der Mann mit dem Ring im Ohr
- 1984: Acasă
- 1985: Rîdeți ca-n viață
- 1987: François Villon – Poetul vagabond - coproducție franco-germano-română, 2 serii
- 1989: With Love, Rita (TV)
- 1989: Maria Mirabela în Tranzistoria - mama fetițelor
- 1990: Cine are dreptate? - Lidia Dumitru
- 1991: Unde la soare e frig aka Da, wo die Sonne kalt ist (Germany: alternative title) aka Where It Is Cold in the Sun (International: English title: informal literal title)
- 1992: Visul / Visul - Portret Liviu Ciulei (1992) - ea insasi
- 1993: Vulpe - vânător :aka Fox: Hunter (International: English title: informal literal title)
- 1994: Nostradamus, Landlady: aka Nostradamus - Prophezeiungen des Schreckens (Germany)
- 1995: Stare de fapt - Alberta Costineanu
- 2003: Înaltă tensiune, mama lui Alex Soral
- 2004: Camera ascunsă, Pusi: aka Never Enough (International: English title)
- 2006: Fehér tenyér, Mom: aka White Palms (International: English title)
- 2005: Păcatele Evei, regia Adrian Batista
- 2006: Children of Men, regia Alfonso Cuaron, Marichka
- 2007: Youth Without Youth / Tinerețe fără tinerețe
- 2007: I Really Hate My Job, regia Oliver Parker, Rita
- 2007: Cu un pas înainte, regia Bogdan Tiberiu Dumitrescu
- 2008: Fire and Ice: Cronica Dragonilor - regina Rimini
- 2010: Biblioteque Pascal, regia Szabolcz Hajdu
- 2014: Uniți, salvăm - Ioana Constantinescu
- 2015: The Gambler - Sophie Schwartz
- 2018: Noua viață a lui Kron- film Disney: Cârciumăreasă (voce versiunea română)
- 2018: Triplusec - Diriginta
- 2018: Moromeții 2 - Fica

## Distincții și premii
La 1 decembrie, 2000 Oana Pellea a fost decorată cu Ordinul național „Steaua României” în grad de Ofițer „pentru realizări artistice remarcabile și pentru promovarea culturii, de Ziua Națională a României”
Academia Română i-a acordat Oanei Pellea, 16 decembrie 2010,  premiul „Aristizza Romanescu” pentru întreaga cariera teatrală și cinematografică.
Regele Mihai I al României i-a decernat Oanei Pellea decorația Crucea Casei Regale a României, la 25 octombrie 2012.
Oana Pellea a primit de două ori titlul de cea mai bună actriță de teatru din România. De asemenea, a câștigat de două ori premiul Uniunii Oamenilor de Teatru din România (UNITER) pentru cea mai bună actriță și i s-a acordat premiul Fundației Culturale Române pentru Carieră Internațională Remarcabilă. 
Oana Pellea a primit numeroase premii internaționale pentru rolul principal din Stare de fapt, regia Stere Gulea, inclusiv premiile pentru Cea mai bună Actriță la Festivalul de Film de la Geneva, premiul Orașului Geneva, la Festivalul Filmului Politic de la San Marino și la Festivalul Internațional de Film "Vulturul de Aur" din Batumi, Georgia.
Munca sa cinematografică a inclus "Unde la Soare e frig" al lui Bogdan Dreyer, la fel ca și filmele regizate de Alexandru Tatos, Dan Pița, Stere Gulea și Ion Popescu Gopo